# Mistrzostwa Ameryki w strzelectwie
Mistrzostwa Ameryki w strzelectwie – zawody strzeleckie. Pierwsza edycja odbyła się w 1973 roku w Meksyku. Obecnie mistrzostwa organizowane są co cztery lata. W 1981 roku zorganizowano mistrzostwa w strzelaniu do rzutków w São Paulo, a w 1989 roku w Gwatemali – mistrzostwa w strzelaniu do ruchomych tarcz.

## Strzelectwo

### Edycje
| Lp. | Rok  | Gospodarz      | Data               | Liczba konkurencji | Uwagi                                       |
| --- | ---- | -------------- | ------------------ | ------------------ | ------------------------------------------- |
| 1.  | 1973 | Meksyk         |                    | 15                 |                                             |
| 2.  | 1977 | Meksyk         |                    | 20                 |                                             |
| 3.  | 1981 | Rio de Janeiro |                    | 22                 |                                             |
| 1.  | 1981 | São Paulo      |                    | 4                  | Mistrzostwa w strzelaniu do rzutków         |
| 4.  | 1985 | Fort Benning   |                    | 28                 |                                             |
| 5.  | 1989 | San Juan       |                    | 19                 |                                             |
| 1.  | 1989 | Gwatemala      |                    | 3                  | Mistrzostwa w strzelaniu do ruchomych tarcz |
| 6.  | 1993 | Lima           |                    | 18                 |                                             |
| 7.  | 1997 | Buenos Aires   |                    | 26                 |                                             |
| 8.  | 2001 | Fort Benning   |                    | 27                 |                                             |
| 9.  | 2005 | Salinas        | 1–11 listopada     | 18                 |                                             |
| 10. | 2010 | Rio de Janeiro | 18–27 listopada    | 18                 |                                             |
| 11. | 2014 | Guadalajara    | 11–20 października | 17                 |                                             |
| 12. | 2018 | Guadalajara    | 1–11 listopada     | 15                 |                                             |